# Naoki Sugai
Naoki Sugai (jap. 菅井 直樹 Sugai Naoki; ur. 21 września 1984) – japoński piłkarz występujący na pozycji pomocnika. Obecnie występuje w Vegalta Sendai.

## Kariera klubowa
Od 2003 roku występował w klubie Vegalta Sendai.